# BYD Seal 05 DM-i

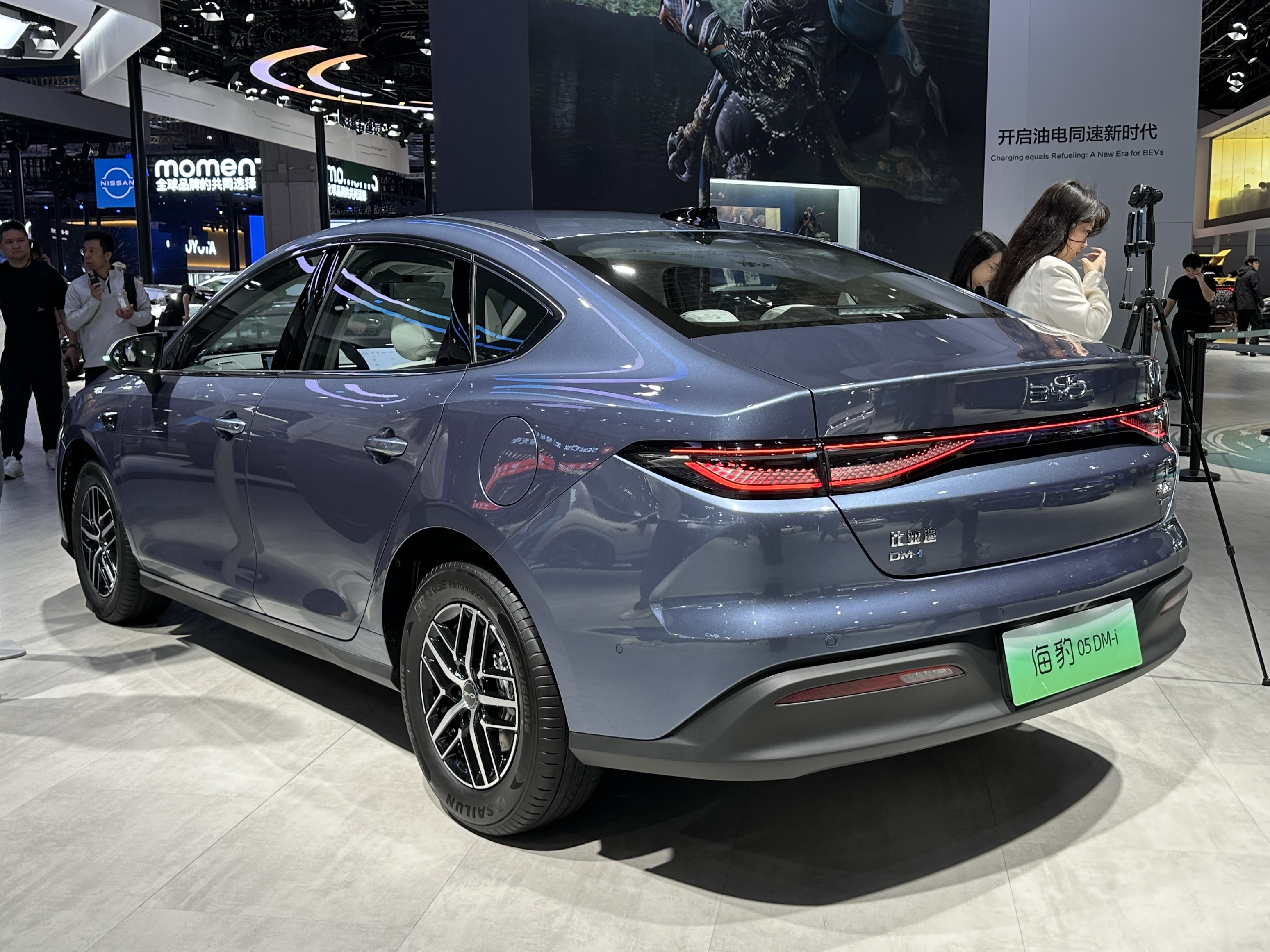
Вид сзади

BYD Seal 05 DM-i (кит. 比亚迪海豹05DM-i; пиньинь Bǐyǎdí Hǎibào 05 DM-i) — подзаряжаемые гибридные компактные кроссоверы и седаны, выпускаемые с 2025 года китайской компанией BYD Auto.

## Описание
BYD Seal 05 DM-i дебютировал в январе 2025 года. Представляет собой обновлённую версию BYD Destroyer 05, входящего в линейку продуктов «Ocean Series», распространяемых через дилерские центры «Ocean Network». Также BYD Seal 05 DM-i является родственной моделью BYD Qin Plus из серии «Dynasty».

## Технические характеристики
BYD Seal 05 DM-i имеет подключаемую гибридную систему пятого поколения. Система состоит из 1,5-литрового атмосферного бензинового двигателя мощностью 74 кВт (99 л. с.) и электродвигателя мощностью 120 кВт (160 л. с.). Аккумуляторы — литий-ионные, ёмкостью 12 или 18,3 кВт⋅ч. Запас хода по циклу CLTC составляет 75 или 115 км (в зависимости от аккумулятора), а суммарный запас хода — 1400 или 2000 км. По циклу WLTC расход топлива варьируется от 4,85 до 4,9 л/100 км.